# Dialeurodes philippinensis
Dialeurodes philippinensis là một loài côn trùng cánh nửa trong họ Aleyrodidae, phân họ Aleyrodinae.
Dialeurodes philippinensis được Takahashi miêu tả khoa học đầu tiên năm 1936.